# 国井律子
国井 律子（くにい りつこ、1975年8月25日 - ）は、日本のエッセイスト。所属事務所はボアエージェンシー。

## 人物・来歴
東京都渋谷区生まれ、世田谷区育ち。トキワ松学園中学校・高等学校を経て、玉川大学文学部芸術学科芸術文化専攻を卒業。ハーレー雑誌からデビュー。ハーレーなどのオートバイの他、旅、車、サーフィン、アウトドアなどの多趣味を生かしながらエッセイを執筆。著書に『放浪レディ』『アタシはバイクで旅に出る。』『インディアンカントリーへ』など。
そのほかにテレビ、ラジオ、雑誌、新聞、イベントにも出演している。「riderove」（ライドローブ）というライダーズブランドのプロデュースにも参加している。
2011年8月25日に趣味で知り合った男性と結婚したと自身のブログで発表。

## 著書
- 『放浪レディ』 求竜堂、2002年6月、ISBN 4-7630-0213-9
- 『アタシはバイクで旅に出る。お湯・酒・鉄馬三拍子紀行1』 エイ出版社、2002年11月、ISBN 4-8709-9763-0
- 『アタシはバイクで旅に出る。お湯・酒・鉄馬三拍子紀行2』 エイ出版社、2003年3月、ISBN 4-8709-9824-6
- 『アタシはバイクで旅に出る。お湯・酒・鉄馬三拍子紀行3』 エイ出版社、2003年12月、ISBN 4-8709-9980-3
- 『続・放浪レディ』 求竜堂、2004年2月、ISBN 4-7630-0404-2
- 『国井印アリマス タビモノ・バイクモノ』 ワールドフォトプレス、2004年3月、ISBN 4-8465-2465-5
- 『続・国井印アリマス インディアンカントリーヘ』 ワールドフォトプレス、2004年12月、ISBN 4-8465-2526-0
- 『続々・国井印アリマス ルート66幻想』 ワールドフォトプレス、2005年6月、ISBN 4-8465-2552-X
- 『ボンジョルノ! 放浪レディ3』 求竜堂、2006年2月、ISBN 4-7630-0613-4
- 『国井律子の旅してアウトドア』 エイ出版社、2007年5月、ISBN 978-4-7779-0760-1
- 『国井的旅の力 旅が教えてくれた本当に使える"モノの力"』 ワールドフォトプレス、2007年10月、ISBN 978-4-8465-2686-3
- 『クニイの素 Love Bike, Love Life』 二玄社、2008年5月、ISBN 978-4-5444-0029-8
- 『さぬきうどんサイクリング』瀬戸内海放送、2009年9月5日、ISBN 4-8998-3145-5、ISBN 978-4-8998-3145-7

## 写真集
- 倉智成典撮影 『ritsukong 国井律子写真集』 求竜堂、2005年8月、ISBN 4-7630-0519-7

## テレビ出演
- NHK趣味悠々「中高年のためのらくらくツーリング入門」（2004年7月8日 - 8月26日、NHK教育）
- 「Styles 香川の建築家とつくる家」（2007年9月 - 2009年6月6日、瀬戸内海放送）
- 「気ままに寄り道バイク旅〜初夏の北海道 横断編〜」（NHK BS2、2007年）
- 「気ままに寄り道バイク旅〜みちのく編〜」（NHK BS2、2008年）
- 「気ままに寄り道バイク旅〜初夏の瀬戸内を行く〜」（NHK BS2、2009年）
- 「太陽と月と唄」（BS朝日、2009年8月16日 21:00）
- 「気ままに寄り道バイク旅〜鹿児島編〜」（NHK BS2、2010年）